# سبنسر ويلان
سبنسر ويلان (بالإنجليزية: Spencer Whelan)‏ (17 سبتمبر 1971 بليفربول في المملكة المتحدة - 19 يونيو 2021) هو لاعب كرة قدم بريطاني في مركز الدفاع. لعب مع شروزبري تاون ونادي ليفربول ونادي تشستر سيتي.

## وصلات خارجية
- سبنسر ويلان على موقع قاعدة بيانات كرة القدم.إي يو (الإنجليزية)
- سبنسر ويلان على موقع Soccerbase.com (لاعب) (الإنجليزية)